# 그늘진 순정
그늘진 순정은 한국에서 제작된 안경호 감독의 1968년 영화이다. 박노식 등이 주연으로 출연하였고 김철근 등이 제작에 참여하였다.

## 출연

### 주연
- 박노식
- 윤인자
- 도금봉

## 제작진
- 조명: 이해석
- 미술: 홍성칠